# Freiheitskämpfer

Allegorie des Freiheitskampfes: Die Freiheit führt das Volk von Eugène Delacroix (1830)

Der Ausdruck Freiheitskämpfer bezeichnet jemanden, der sich gegen die herrschende Macht auflehnt, die als unterdrückerisch und ungesetzlich gilt. Da die Begriffe Freiheit und Unterdrückung stark vom politischen und kulturellen Standpunkt geprägt sind, ist auch der Begriff Freiheitskämpfer immer vor diesem Hintergrund zu betrachten.
Im Sprachgebrauch bezieht sich der Begriff meist auf den bewaffneten Kampf.

## Geschichte

### Antike
Ohne dass das Wort schon existierte, lassen sich doch Freiheitskämpfer für die Antike ausmachen, unfreie Sklaven, die sich gegen harte Unterdrückung zur Wehr setzten. Siehe: Spartacus.

### Mittelalter
Jeanne d’Arc ist eine sehr bekannte französische Vertreterin dieser Gattung.
Ähnlich gilt Wilhelm Tell in der Schweiz bis heute z. T. als Begründer der nationalen Souveränität, wenn auch mit starken Zügen der patriotischen Legendenbildung und Glorifizierung.

### Reformation
Auch bei Strömungen der Reformationszeit kann man bedingt von Freiheitskämpfern sprechen. Als religiös-nationale Freiheitskämpfer können die tschechischen Hussiten oder die niederländischen Geusen, als religiös-soziale Freiheitskämpfer die Spiritualisten angesehen werden.
Siehe: Bauernkrieg, Thomas Müntzer.

### Neuzeit
Der eigentliche Begriff Freiheitskämpfer entstand im Deutschland des 19. Jahrhunderts im Zuge der aufstrebenden vielfältigen Freiheitsbewegungen der Zeit. Gemäß den Idealen der Französischen Revolution „Freiheit, Gleichheit, Brüderlichkeit“ lassen sich grob drei Typen des Freiheitskämpfers ausmachen:
- der aus der Aufklärung kommende bürgerliche Revolutionär mit dem Ideal der Freiheit, das er sowohl mit konsequenter politischer Gewalt (Napoleon) als auch mit der Waffe des Geistes (Heinrich Heine) durchzusetzen sucht;
- der nationale Freiheitskämpfer mit dem Ideal der Brüderlichkeit. Die Ziele der Romantik formen sein Programm der nationalen Wiedergeburt. National bewegte Deutsche solidarisieren sich mit patriotischen Polen und Ungarn, Griechen und Italienern, Tschechen und Kroaten. Ein bedeutender Wortführer ist Friedrich Ludwig Jahn;
- der soziale Freiheitskämpfer mit dem Ideal der Gleichheit (Sozialist, Kommunist, Sozialdemokrat) richtet sein Streben auf die Beseitigung der sozialen Ungerechtigkeit im emporstrebenden Kapitalismus. Entscheidende Theoretiker sind Karl Marx und Friedrich Engels.

Alle drei Gruppen sehen Anliegen und Ziel ihres Freiheitskampfes in weitgehend unterschiedlichen und divergierenden Programmen. Teilweise bekämpften sich die unterschiedlichen heftig, wie es etwa die abfälligen Äußerungen von Heine und Jahn übereinander belegen.
Als Freiheitskämpfer werden gemeinhin Akteure von Befreiungsbewegungen bzw. Rebellenbewegungen bezeichnet, deren Ziel in einer angestrebten nationalen Souveränität (im Sinne des Völkerrechts) besteht und die dazu politische sowie militärische Aktivitäten entfalten.
Der Widerstand gegen koloniale Machtstrukturen ist so alt, wie es europäische und außereuropäische Expansionsbestrebungen in der Welt gab und gibt. Besondere Formen nahm dieser Widerstand an, wo sich antikoloniale Prozesse mit islamischem Fundamentalismus verknüpften, beispielsweise im Mahdi-Aufstand.
Freiheitskämpfer in Protestbewegungen wandten und wenden sich nicht nur gegen (neo)koloniale Einflüsse und andere Formen von Fremdherrschaft, sondern können sich auch gegen innerstaatliche Machtstrukturen richten, die von ihnen als illegitim betrachtet werden. Zudem können sie machtpolitische, politisch-ideologische oder materielle Ziele haben. Die Dekolonisationsprozesse im Verlaufe des 20. Jahrhunderts in Afrika erzeugten eine Vielzahl solcher Bewegungen mit politischer Ausrichtung. In einigen der ehemaligen Kolonien kam es zur Erlangung einer Eigenstaatlichkeit der indigenen Bevölkerung zu bewaffneten Auseinandersetzungen. Die Resolution 1514 (XV) der UN-Vollversammlung von 1960 („Déclaration sur l'Octroi de l'indépendance aux pays et aux peuples coloniaux“) erbrachte eine breite internationale Unterstützung für Freiheitsbewegungen in kolonial beherrschten Gebieten.

## Probleme und Terminologie
Diese Widersprüchlichkeiten zeigen, dass gerade Kämpfe um das Gut der Freiheit mit einem hohen Pathos ausgetragen werden. Freiheitskämpfer leben mit dem Risiko, am Ziel ihres Kampfes erneute Unfreiheit zu etablieren (siehe Totalitarismus).
Bis heute zeigt sich, dass Menschen, die von ihren Sympathisanten Freiheitskämpfer genannt werden, von ihren Gegnern als Mörder, Rebellen oder Terroristen abgestempelt werden. Während des Kalten Krieges verwendete der Westen den Ausdruck Freiheitskämpfer für Widerstandskämpfer in den Ländern des Ostblocks, dazu zählten die Aufständischen in Ungarn, wie die rechtsgerichteten Contras in Nicaragua und die Mudschaheddin in Afghanistan.
Der Osten verwendete die Bezeichnung analog für Widerstandsbewegungen in Ländern des US-Einflussbereiches wie Vietnam, Nicaragua und Kolumbien. Diese Rebellen wandten häufig Guerillataktiken an. Aber im Allgemeinen wurde die asymmetrische Kriegführung auf beiden Seiten geübt, und es ist problematisch, ein moralisches Gleichgewicht zu konstatieren.
Die Bezeichnung Freiheitskämpfer drückt die Sympathie zu einer bestimmten politischen Gruppe aus, oft ohne die tatsächliche politische Position der Kämpfer zu reflektieren. So galten weltweit bei vielen Menschen die linksradikalen Sandinisten als Freiheitskämpfer. Nach ihrer Revolution bildete sich in Nicaragua eine durch die CIA finanzierte neue Opposition, die Contras; die US-Regierung nannte diese Freiheitskämpfer und nannte die Sandinisten Aufrührer und sowjethörige Terroristen.
Aus der Vieldeutigkeit des Wortes Freiheit folgt, dass der Titel Freiheitskämpfer leicht Propagandazwecken nutzbar gemacht werden kann. Es ist recht einfach, dem "Feind" eine beliebige Freiheitsverletzung nachzuweisen, die es einem Demagogen erlaubt, von einer moralisch höheren Ebene aus für die Freiheit zu kämpfen. Zusätzlich verwendet die Propaganda häufig Tugendbegriffe wie Freiheit, die beim Publikum positive Bilder und Gefühle hervorzubringen in der Lage sind.